# خط شمال جنوب متروی سنگاپور
خط شمال جنوب متروی سنگاپور (انگلیسی: North South MRT line) یکی از خط‌های متروی سنگاپور است که در سال ۱۹۸۷ تاسیس شده و دارای ۲۷ ایستگاه و ۴۵ کیلومتر طول است.

## تگارخانه

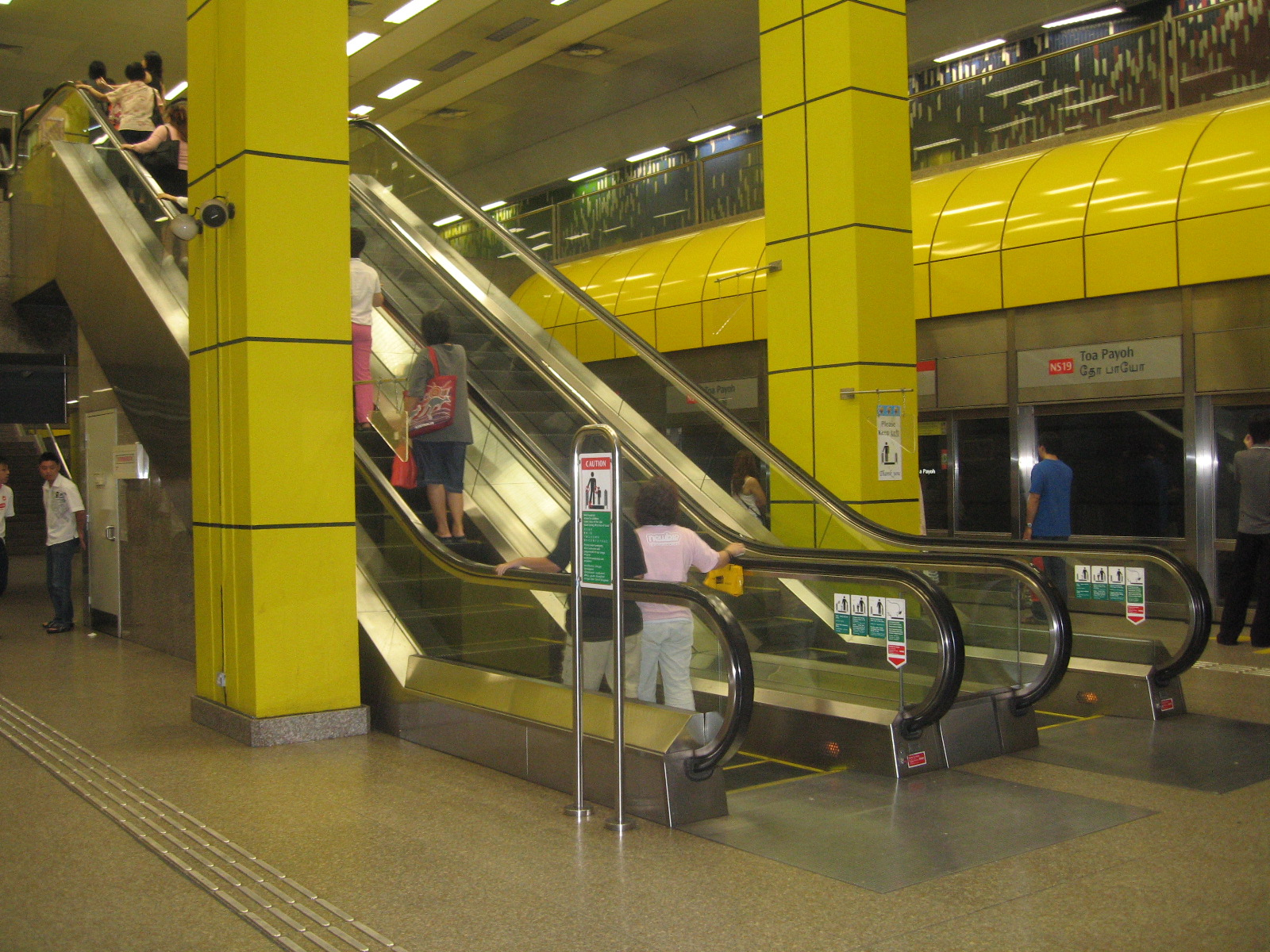
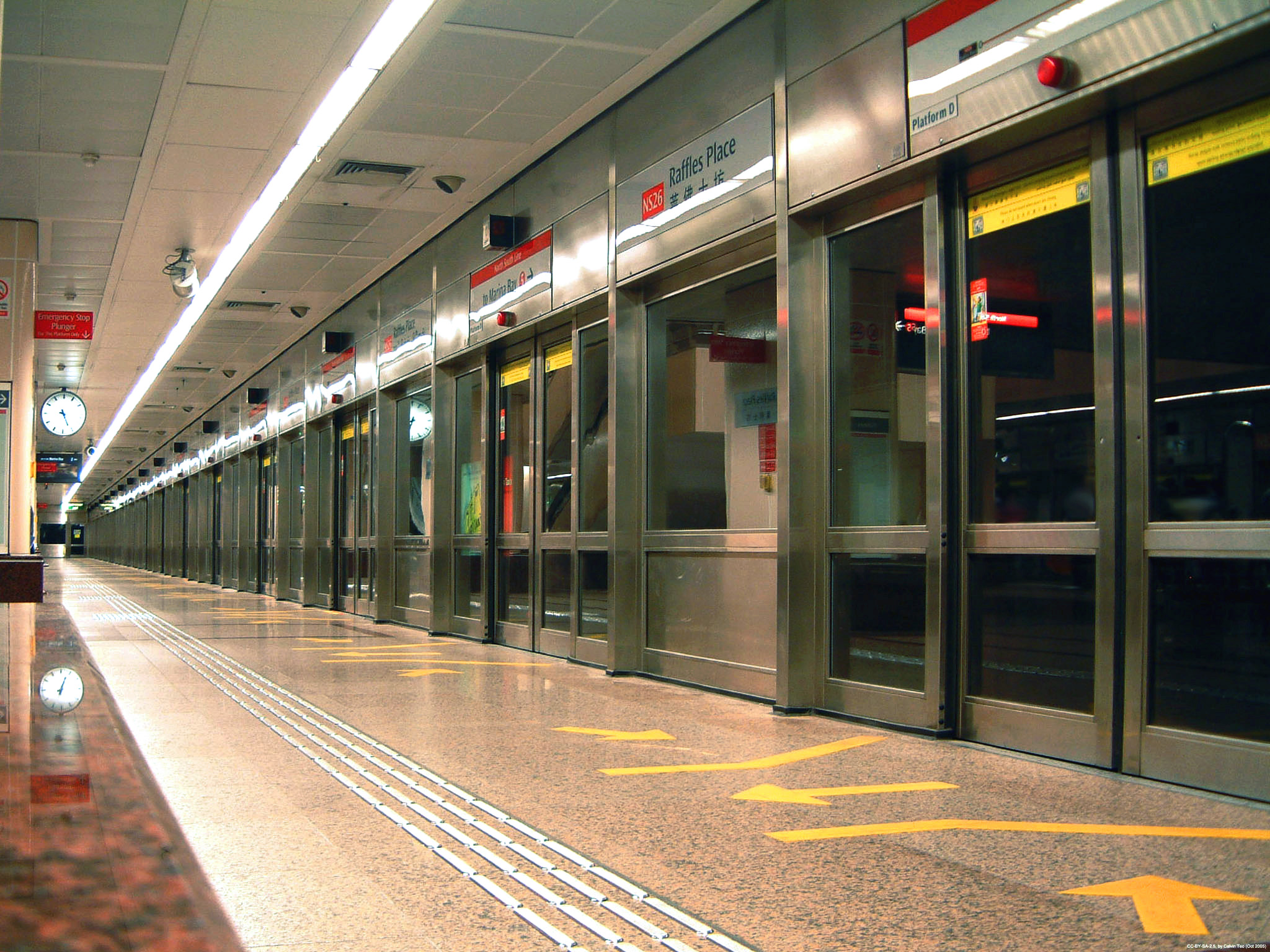
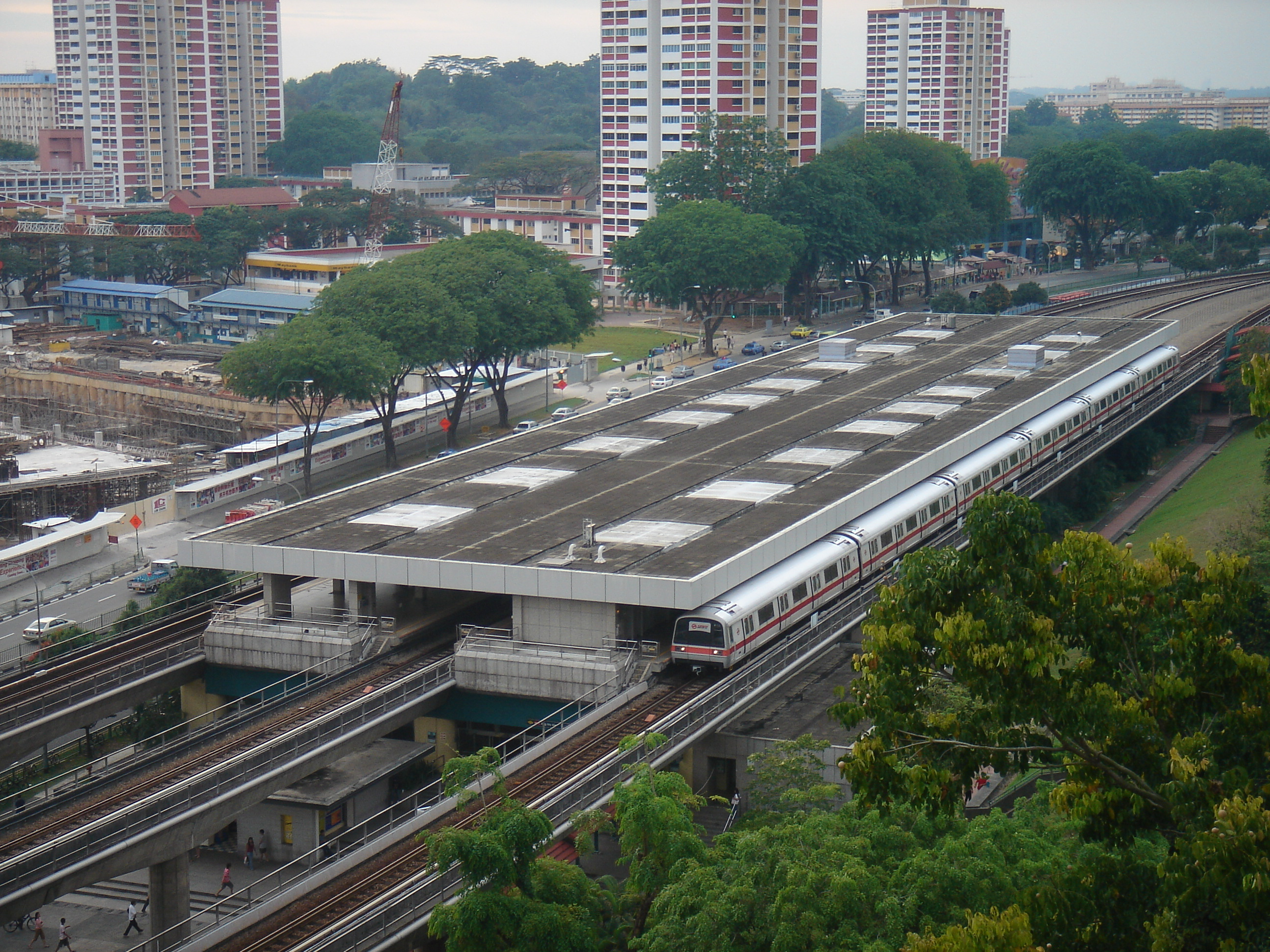
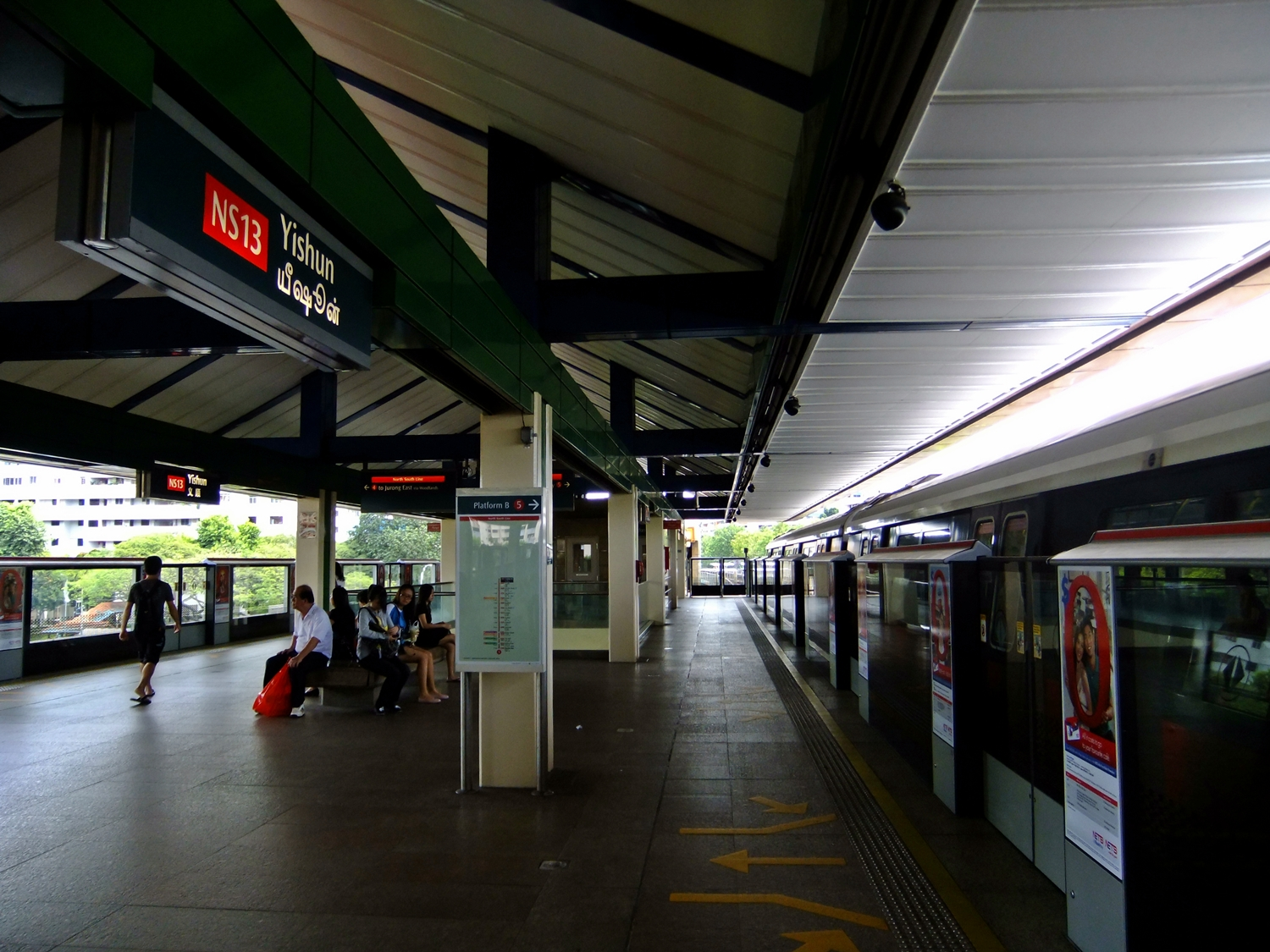